# 鄧文喬
鄧文喬（越南语：／；1824年—1881年），原名鄧廷喬，越南阮朝官員。

## 生平
鄧文喬是河靜省河清府石河縣上二總拂撓社（今屬河靜省河靜市石平社）人，明命五年（1824年）出生。嗣德五年（1852年），在壬子科鄉試中考中舉人。後任侍講，領廣南督學。嗣德十八年（1865年），以舉人身份應雅士科，考中第一甲進士及第第三名探花，是為該科第一名庭元。陞侍講學士，領廣南按察使。後任國史館纂修。
鄧文喬精通理學。